# La Villotte
La Villotte est une ancienne commune du département de l'Yonne, rattachée à la commune de Villiers-Saint-Benoît, le 1er juillet 1972.

## Histoire
Le 1er juillet 1972, La Villotte est rattachée à Villiers-Saint-Benoît sous le régime de la fusion-association.

## Politique et administration

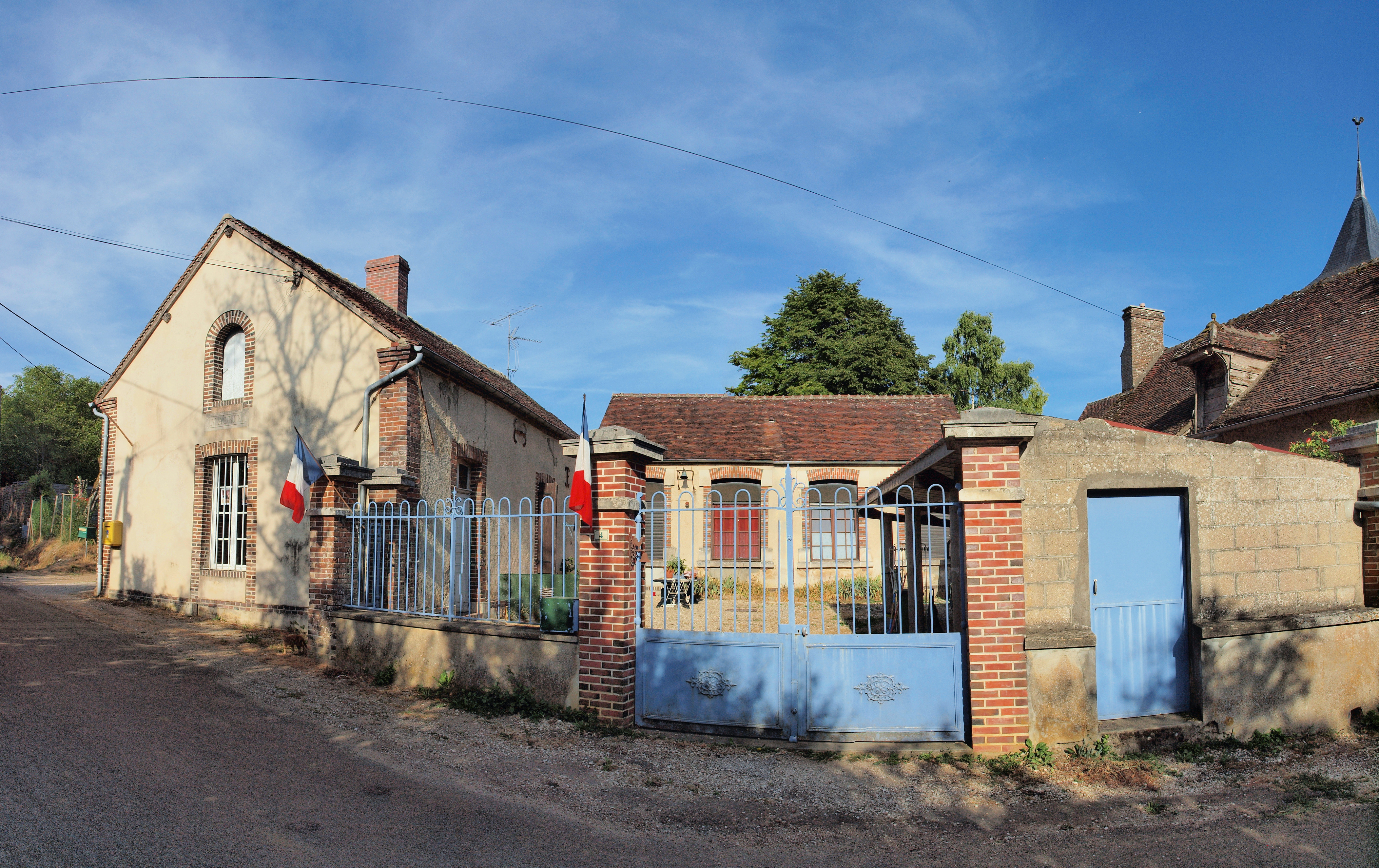
La mairie.

| Période                                  | Période  | Identité     | Étiquette | Qualité |
| ---------------------------------------- | -------- | ------------ | --------- | ------- |
|                                          | En cours | Éric COUDRAY |           |         |
| Les données manquantes sont à compléter. |          |              |           |         |

## Démographie
| 1911 | 1921 | 1926 | 1931 | 1936 | 1946 | 1954 | 1962 | 1968 |
| ---- | ---- | ---- | ---- | ---- | ---- | ---- | ---- | ---- |
| 172  | 157  | 147  | 146  | 142  | 150  | 132  | 110  | 91   |

## Lieux et monuments
- L'église paroissiale, sous le vocable de Saint Loup, a deux nefs du XVe siècle. La longueur du vaisseau est de 18,70 m ; largeur aux nefs de 10 mètres, la largeur au sanctuaire de 5,55 m, la hauteur de la voûte à la nef, 7,10 m et la hauteur au sanctuaire de 6,70 m. Avec un petit portail de la fin du XVe siècle, avec pilastres à clochetons et à dais et arcade en talon. À l'intérieur : deux nefs: la principale voûtée en bois; la nef latérale à gauche voûtée en pierre, en style ogival du XVe siècle[3].

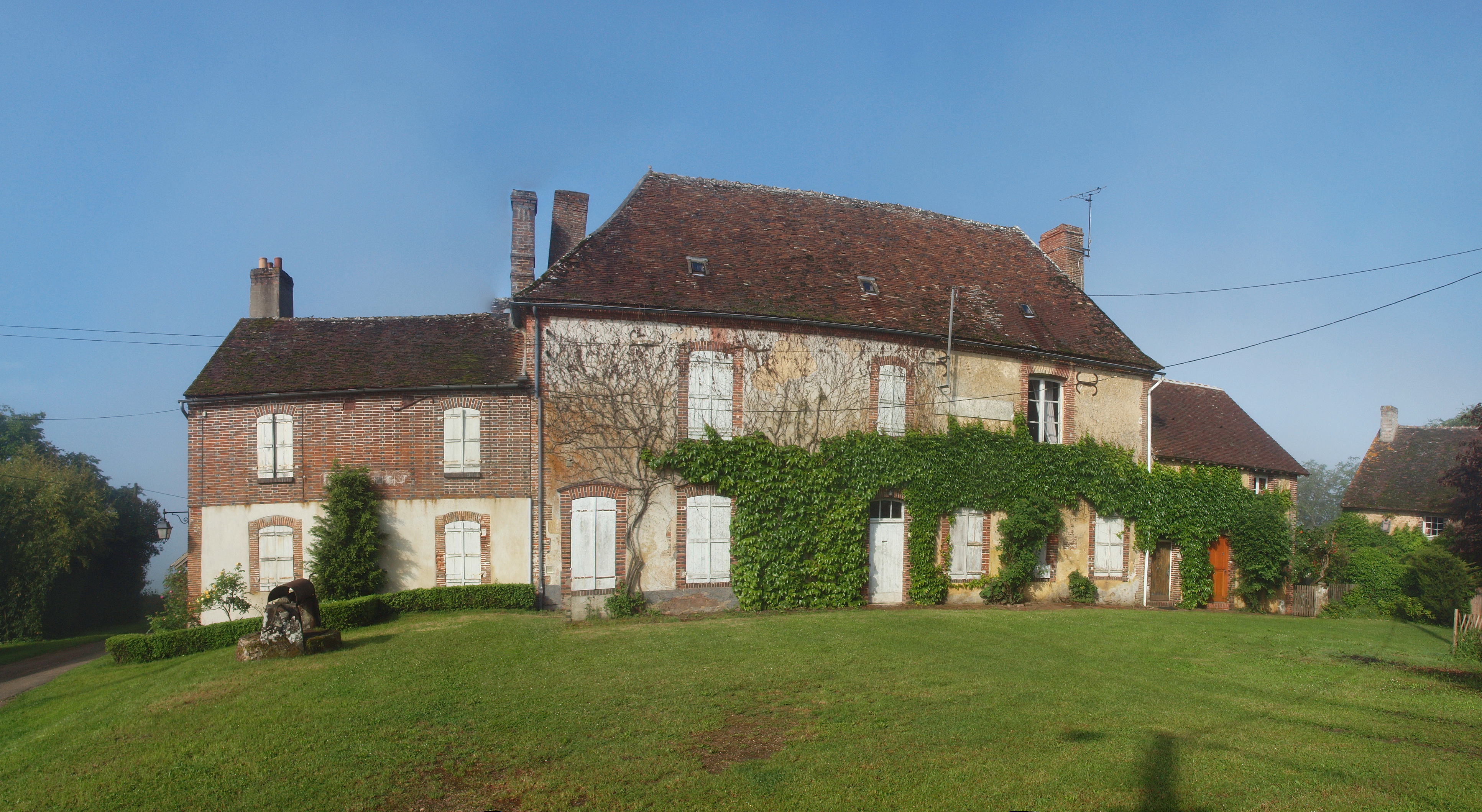
Ancienne auberge.
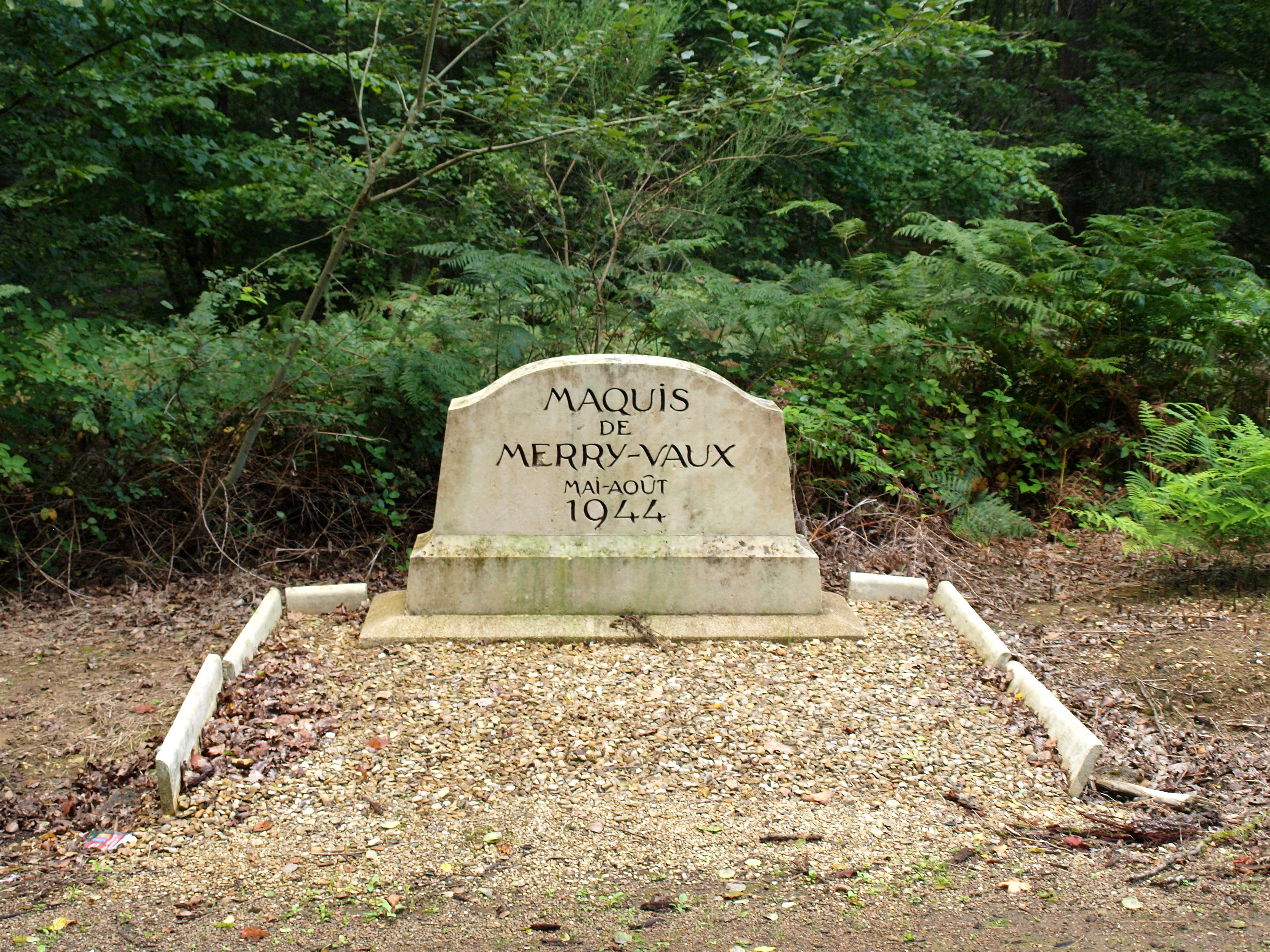
Maquis de Merry-Vaux.
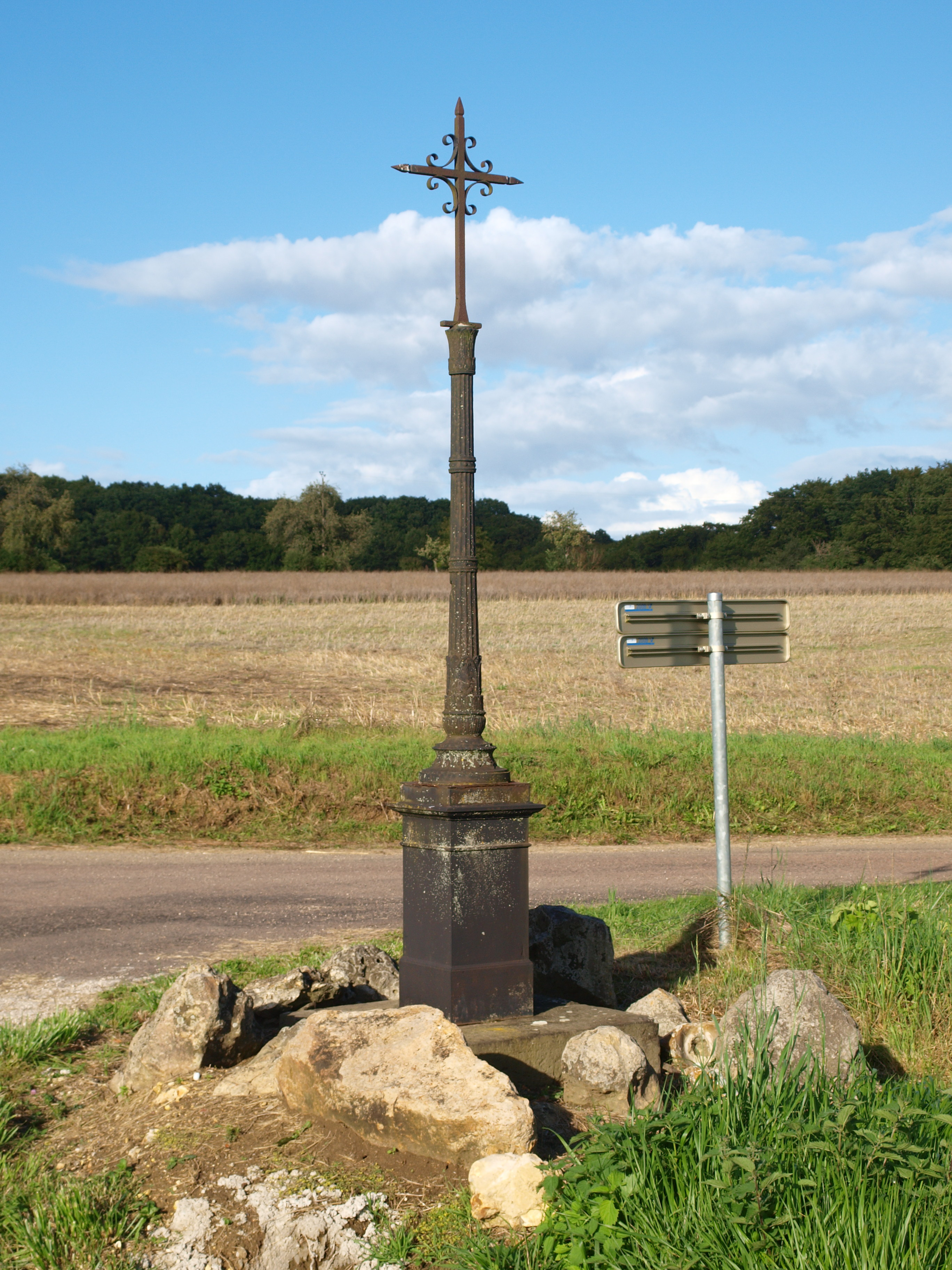
Croix Saint Mathieu.
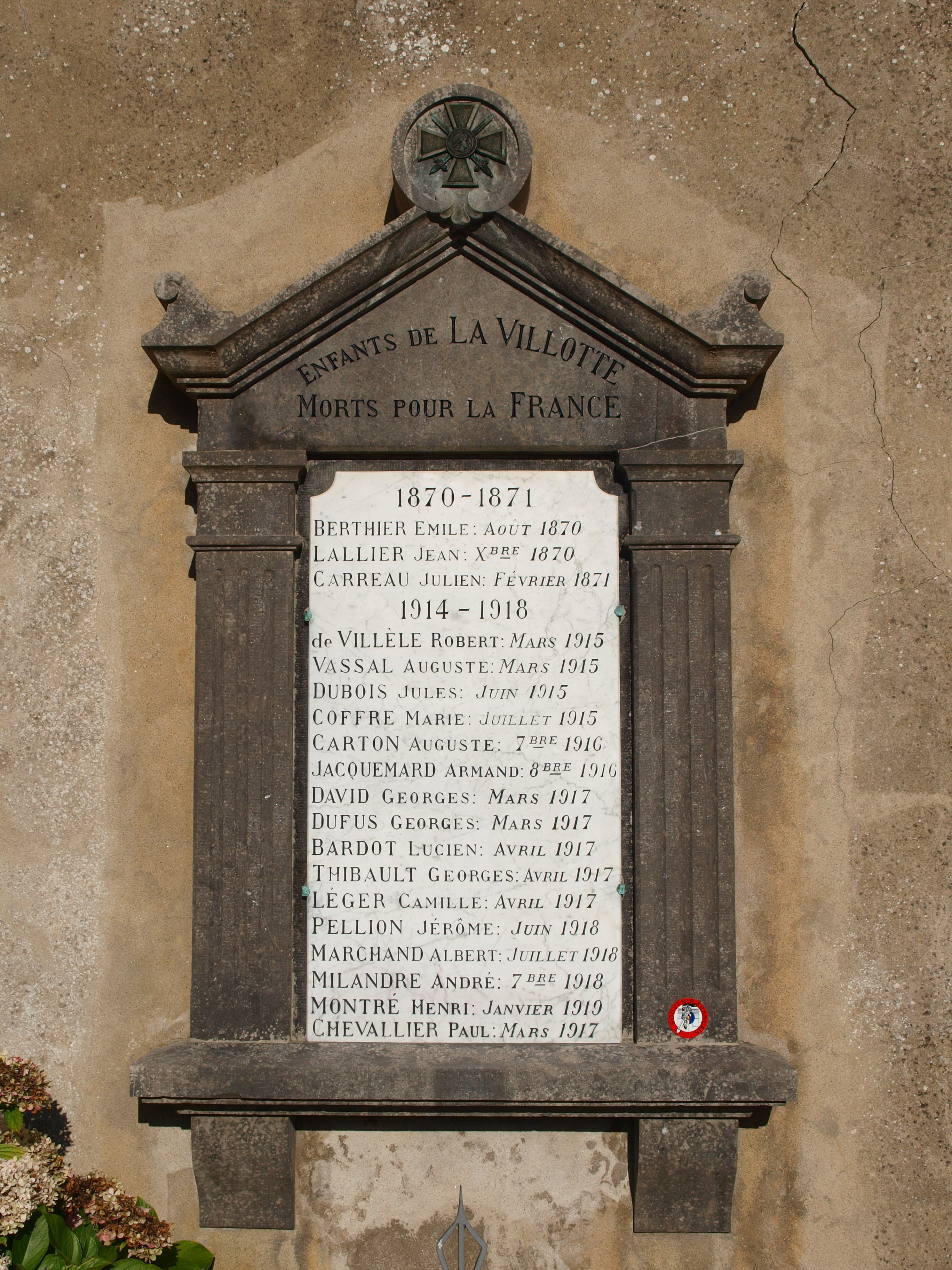
Monument aux morts.